# Еосімія
Еосімія (Eosimias) — вимерлий рід приматів раннього еволюційного періоду, відомий зі скам'янілостей на території Китаю. Відомо три види знайдених в Китаї: Eosimias sinensis, Eosimias centennicus, і Eosimias dawsonae. Вперше останки представника виду Eosimias sinensis були виявлені в 1994 році в відкладеннях раннього еоцену віком 45 млн років в провінціях Цзянсу. Цей рід вважається одним з найдавніших в групі мавпоподібних сухоносих приматів. Давнішими за віком представниками сухоносих приматів вважаються антрасімія (з відкладень в Індії, чий вік оцінюється в 54-55 млн років) і архіцебус (провінція Хубей, Китай). Новий вид еосіміід Eosimias paukkaungensis був виявлений у відкладах середнього еоцену формації Пондаунг в центральній М'янмі на початку 2000 років. Назва Eosimias призначений для позначення "Світанок мавпа", від грецького Eos - "світанок" і латинського Simias - "мавпа".

## Eosimias sinensis
Еосімія Сінензіс (китайською: 中华 曙 猿, "світанкова мавпа Китаю") був вперше виявлений в Китаї в 1994 році Христофором Біардом. Він був знайдений в горі поблизу міста Ліянґ, провінція Цзянсу, Китай. Це найраніший представник вузьконосих, якого було виявлено.
Вид, як вважають, жив 45 млн. років до сьогодення, в епоху Еоцену. Еосімія Сінензіс був крихітним, як найменші мавпи сьогодення (карликова мавпа (Cebuella pygmaea) Південної Америки, і міг поміститися в долоні людини. Його зуби вважаються більш примітивними, ніж у вищих приматів, відомих з Африки, у тому числі Algeripithecus. Завдяки своїй високій примітивній зовнішності, деякі палеонтологи вважають, що Еосімія Сінензіс є доказом того, що вищі примати, можливо, виникли в Азії, а не в Африці.
Крістофер Біард був провідним членом команди, що виявив E. Сінензіс в 1994. Хоча він зберігає примітивні ознаки, такі як невеликий розмір тіла (середні оцінки варіюються від 67-137 г (2,4-4,8 унцій). Неприєднання симфізу нижньої щелепи дало змогу на основі стоматологічних характеристик визначити стоматологічну формулу E. Сінензіс. Стоматологічна формула — 2-1-3-3.

## Eosimias centennicus
Eosimias centennicus був знайдений в 1995 році, під час польових робіт у басейні Юанґу, у південній провінції Шаньсі в Китаї. Вся анатомічна інформація взята з цих скам'янілостей, підтверджує людиноподібні риси, знайдені у E. Сінензіс. Біостратиграфічні дані також свідчать, що ці скам'янілості молодші від Е. Сінензіс, що узгоджується з анатомією еосіміїд. Було також встановлено, що це маленький за розмірами примат, з середніми оцінками маси тіла в межах від 91 до 179 грамів (від 3,2 до 6,3 унцій). Е. sinensis спочатку був описаний на основі фрагментарних скам'янілостей, але з відкриттям Е. centennicus і повних нижніх зубних рядів, Eosimias більш остаточно може бути описаний як ранній антропоїд.

## Eosimias dawsonae
Eosimias dawsonae є найновішим з видів Eosimias. Він класифікується за типом зразка IVPP V11999, який включає в себе фрагмент лівої зубної кістки і коренів альвеол. Був відкритий Крістофером Біардом в 1995 році. Аналіз цих останків призвів до висновку, що це був найбільший з відомих видів Еосімія, маючи масу тіла в межах від 107 до 276 грамів (3,8 до 9,7 унцій). Стратиграфічні дані свідчать, що Е. dawsonae старший від Е. centennicus. 

## Eosimias paukkaungensis
Новий вид приматів еосіміїд, Eosimias paukkaungensis, датований кінцем середнього еоцену, відкритий у Пондаунг у центральної М'янмі, був виявлений на початку 2000-х. Зразок складається з лівого і правого нижньощелепних фрагментів, у яких зберігся тільки M3, так що її загальний статус є тимчасовим.

## Невідомі скам'янілості
Крім того, колектив експедиції виявив наявність нового виду eosiimid з М'янми у 1999 році. Нові зразки, представлені правою п'ятковою кісткою, були знайдені у формації Pondaung. Ці зразки дуже морфологічно схожі на Eosimias, виявлених в Шангуан (регіон Китаю). Найкраща оцінка для NMMP 23 включає в себе загальну середню масу близько 111 грамів, що ставить його у верхній ланці розміру знахідок роду Eosimias. Наявність eosimiid в М'янмі, а також велика різноманітність видів, що мешкають в Китаї призводить до явного висновку, що вони мали порівняно велике поширення.